# Koronos (Sohn des Thersandros)
Koronos (altgriechisch Κόρωνος Kórōnos), der Sohn des Thersandros, war in der griechischen Mythologie der Bruder des Haliartos und der Enkel des Sisyphos.
Athamas, der Bruder des Sisyphos, adoptierte die beiden Brüder. Auf dem Land, das Koronos von Athamas erbte, gründete er die Stadt Koroneia.